# Jerzy Niedźwiecki
Jerzy Zenon Niedźwiecki (ur. 27 marca 1934, zm. 15 sierpnia 2016) – polski działacz państwowy i ekonomista, w latach 1989–1990 wicewojewoda toruński.

## Życiorys
Z wykształcenia ekonomista, ukończył studia magisterskie. Należał do założycieli i władz toruńskiego koła Towarzystwa Ekonomistów Polskich. Zawodowo pracował w bankowości, przez wiele lat był dyrektorem Pomorskiego Banku Kredytowego oraz toruńskiego oddziału Banku Pekao SA. Został także działaczem klubu sportowego KS Pomorzanin Toruń. Od 1 stycznia 1989 do 31 maja 1990 pełnił funkcję wicewojewody toruńskiego. W III RP zajął się działalnością w biznesie, m.in. jako członek rady nadzorczej Torpo w Toruniu.
18 sierpnia 2016 pochowany na Cmentarzu Najświętszej Marii Panny w Toruniu.

## Odznaczenia
Odznaczony m.in. Krzyżem Kawalerskim Orderu Odrodzenia Polski.